# Torna a 2011. évi nyári európai ifjúsági olimpiai fesztiválon
A 2011. évi nyári európai ifjúsági olimpiai fesztiválon a torna versenyszámait Trabzonban rendezték. Nyolc férfi és hat női számban hirdettek győztest.

## Összesített éremtáblázat
| A 2011. évi nyári európai ifjúsági olimpiai fesztivál összesített éremtáblázata tornában | A 2011. évi nyári európai ifjúsági olimpiai fesztivál összesített éremtáblázata tornában | A 2011. évi nyári európai ifjúsági olimpiai fesztivál összesített éremtáblázata tornában | A 2011. évi nyári európai ifjúsági olimpiai fesztivál összesített éremtáblázata tornában | A 2011. évi nyári európai ifjúsági olimpiai fesztivál összesített éremtáblázata tornában | Olimpia  |
| ---------------------------------------------------------------------------------------- | ---------------------------------------------------------------------------------------- | ---------------------------------------------------------------------------------------- | ---------------------------------------------------------------------------------------- | ---------------------------------------------------------------------------------------- | -------- |
|                                                                                          | Ország                                                                                   | Arany                                                                                    | Ezüst                                                                                    | Bronz                                                                                    | Összesen |
| 1.                                                                                       | Románia                                                                                  | 4                                                                                        | 5                                                                                        | 0                                                                                        | 9        |
| 2.                                                                                       | Egyesült Királyság                                                                       | 3                                                                                        | 3                                                                                        | 0                                                                                        | 6        |
| 3.                                                                                       | Olaszország                                                                              | 1                                                                                        | 2                                                                                        | 4                                                                                        | 7        |
| 4.                                                                                       | Oroszország                                                                              | 1                                                                                        | 1                                                                                        | 2                                                                                        | 4        |
|                                                                                          | Svájc                                                                                    | 1                                                                                        | 1                                                                                        | 2                                                                                        | 4        |
| 6.                                                                                       | Fehéroroszország                                                                         | 1                                                                                        | 0                                                                                        | 2                                                                                        | 3        |
| 7.                                                                                       | Németország                                                                              | 1                                                                                        | 0                                                                                        | 1                                                                                        | 2        |
| 8.                                                                                       | Magyarország                                                                             | 1                                                                                        | 0                                                                                        | 0                                                                                        | 1        |
|                                                                                          | Spanyolország                                                                            | 1                                                                                        | 0                                                                                        | 0                                                                                        | 1        |
| 10.                                                                                      | Franciaország                                                                            | 0                                                                                        | 1                                                                                        | 0                                                                                        | 1        |
|                                                                                          | Litvánia                                                                                 | 0                                                                                        | 1                                                                                        | 0                                                                                        | 1        |
| 12.                                                                                      | Belgium                                                                                  | 0                                                                                        | 0                                                                                        | 1                                                                                        | 1        |
|                                                                                          | Hollandia                                                                                | 0                                                                                        | 0                                                                                        | 1                                                                                        | 1        |
|                                                                                          | Törökország                                                                              | 0                                                                                        | 0                                                                                        | 1                                                                                        | 1        |
|                                                                                          |                                                                                          |                                                                                          |                                                                                          |                                                                                          |          |
| Összesen                                                                                 | Összesen                                                                                 | 14                                                                                       | 14                                                                                       | 14                                                                                       | 42       |

## Férfi
| A 2011. évi nyári európai ifjúsági olimpiai fesztivál érmesei férfi tornában |                                                                               |                                                                               |                                                                 |
| Versenyszám                                                                  | Arany                                                                         | Ezüst                                                                         | Bronz                                                           |
| Nyújtó                                                                       | Svájc Christian Baumann · 13.800                                              | Litvánia Robert Tvorogal · 13.525                                             | Hollandia Karl Kosztka · 13.175                                 |
| Korlát                                                                       | Egyesült Királyság Frank Baines · 14.100                                      | Románia Andrei Ioan Groza · 13.950                                            | Fehéroroszország Vasili Mikhalitsyn · 13.925                    |
| Talaj                                                                        | Románia Daniel Petrica Vasile Radeanu · 14.125                                | Egyesült Királyság Frank Baines · 14.050                                      | Oroszország Andrey Lauhutov · 13.900                            |
| Lólengés                                                                     | Fehéroroszország Vasili Mikhalitsyn · 13.900                                  | Oroszország Sergey Stepanov · 13.725                                          | Belgium Maxime Gentges · 13.275                                 |
| Gyűrű                                                                        | Egyesült Királyság Courtney Tulloch · 14.350                                  | Franciaország Stephen Micholet · 14.200                                       | Törökország İbrahim Çolak · 14.150                              |
| Ugrás                                                                        | Spanyolország Julian Perez Marchant · 14.738                                  | Svájc Marco Walter · 14.625                                                   | Svájc Christian Baumann · 14.588                                |
| Egyéni összetett                                                             | Egyesült Királyság Courtney Tulloch · 82.400                                  | Románia Daniel Petrica Vasile Radeanu · 81.650                                | Fehéroroszország Vasili Mikhalitsyn · 81.350                    |
| Csapat összetett                                                             | Oroszország · Grigorii Zyrianov · Sergey Stepanov · Andrey Lauhutov · 165.400 | Egyesült Királyság · Frank Baines · Courtney Tulloch · Anthony Wise · 164.950 | Svájc · Christian Baumann · Marco Walter · Eddy Yusof · 163.700 |

## Női
| A 2011. évi nyári európai ifjúsági olimpiai fesztivál érmesei női tornában |                                                                               |                                                                        |                                                                      |
| Versenyszám                                                                | Arany                                                                         | Ezüst                                                                  | Bronz                                                                |
| Gerenda                                                                    | Románia Larisa Iordache · 15.000                                              | Egyesült Királyság Gabrielle Jupp · 13.025                             | Olaszország Francesca Deagostini · 12.925                            |
| Felemás korlát                                                             | Magyarország Makra Noémi · 13.525                                             | Románia Larisa Iordache · 13.475                                       | Olaszország Erika Fasana · 13.450                                    |
| Talaj                                                                      | Románia Larisa Iordache · 14.275                                              | Olaszország Erika Fasana · 13.525                                      | Oroszország Evgenia Shelgunova · 13.525                              |
| Ugrás                                                                      | Németország Janine Berger · 14.250                                            | Románia Larisa Iordache · 14.225                                       | Olaszország Erika Fasana · 14.088                                    |
| Egyéni összetett                                                           | Románia Larisa Iordache · 57.550                                              | Olaszország Erika Fasana · 55.450                                      | Olaszország Elisa Meneghini · 54.800                                 |
| Csapat összetett                                                           | Olaszország · Francesca Deagostini · Erika Fasana · Elisa Meneghini · 110.950 | Románia · Maria Balea · Georgiana Gheorghe · Larisa Iordache · 110.550 | Németország · Cagla Akyol · Janine Berger · Sophie Scheder · 107.400 |